# Pippo Spera
Giuseppe (Pippo) Spera Bellanca (23 de julio de 1949, Collesano,Palermo Sicilia) es un músico ítalo-uruguayo.

## Biografía

### Primeros años
En 1956 llega con 7 años de edad a Uruguay, donde se formó como músico. Cursó estudios con los maestros Abel Carlevaro y Atilio Rapat. Asimismo, recibió importantes influencias musicales de Eduardo Mateo, Horacio Buscaglia y Urbano Moraes junto a quienes en 1965 participó en las Musicasiones en el Teatro el Galpón. Poco después integra entre 1966 y 1967 el grupo The Knacks y posteriormente Cold Coffee en el período 1971-1972.
Es autor de la música de la canción "Pippo", con letra de Eduardo Mateo, que formó parte del repertorio del grupo El Kinto y que integra los álbumes Musicasión 4 ½ y Circa 1968.

### A buen puerto
Su primer larga duración, editado por Sondor en 1976, tuvo por título A buen puerto. En él contó con la participación de importantes artistas uruguayos como Federico García Vigil, quien tocó el contrabajo y tuvo a su cargo el arreglo de varios temas, Alberto Magnone en piano y arreglos, Roberto Galleti en batería, Jorge Trasante en percusión, Eduardo Márquez en bajo eléctrico y Pato Rovés en guitarra eléctrica. Por esta época, tiene lugar su primer viaje a Brasil en un velero francés llamado Parergon 3. En el mismo pasa más de dos años recorriendo el mundo junto a los músicos Eduardo Marquez y Pato Rovés con quienes conformó el grupo llamado Tacuabé.

### Barcarola
En 1981 formó parte del grupo Barcarola, junto a Hugo y Osvaldo Fattoruso, María de Fátima, Susana Bosch y Eduardo Márquez. La banda grabó un álbum homónimo y se presentó en vivo en el Teatro Stella y en el estadio Luis Franzini. En este último show estuvo como invitado el brasileño Geraldo Azevedo, autor de algunos temas del repertorio de Barcarola.

## Discografía
- "Y sin embargo tú estabas ahí" / "Rejouis toi" (sencillo. Sondor 50152. 1971)
- A buen puerto (Sondor 44055. 1976)
- Pocas palabras (Ayuí / Tacuabé a/e36. 1983)
- Nosotras nosotros (Orfeo SULP 90731. 1984)
- Qué te voy a decir (Sondor 4.687-1. 1991)
- Alguien, someone (Amazon Records. 1997)
- Escenario (junto a Jorge Trasante. Ayuí / Tacuabé ae266cd. 2003)

### Con Barcarola
- Barcarola (Sondor 144209. 1981)

### Reediciones
- Barcarola / Pippo Spera (incluye el álbum Barcarola y cuatro canciones de A buen puerto. Sondor / Postdata S 1025. 1999)
- A buen puerto (edición en Estados Unidos. Lion Productions. Lion 635. 2009 / Lion LP-148. 2016)